# San Victorino (estación)
La estación sencilla San Victorino forma parte del sistema de transporte masivo de Bogotá, TransMilenio, inaugurado en el año 2000.

## Ubicación
Está ubicada en el centro de la ciudad, sobre la Avenida Fernando Mazuera entre calles 11 y 13. Se accede a ella mediante cruces semaforizados ubicados sobre estas dos vías.
Atiende la demanda de los barrios La Catedral, Santa Inés, La Capuchina y del Centro Administrativo de la Ciudad.
En sus cercanías están la zona de comercios conocida como San Victorino, el Ministerio del Interior de Colombia, el Ministerio de Justicia, la Plaza de Bolívar, la Catedral Basílica Metropolitana de Bogotá y Primada de  Colombia, la Iglesia San Juan de Dios, y la Universidad del Rosario.

## Origen del nombre
La estación recibe su nombre de la zona comercial en el costado occidental de la estación. Aunque no es su nombre oficial, el barrio San Victorino es bien conocido entre los bogotanos por ser una zona con tiendas de todo tipo, así como por haber sido por muchos años el barrio más deprimido de la ciudad. En 2022, debido al cambio de nombre del centro comercial Neos Moda a Neos Centro, la estación fue renombrada como «San Victorino Neos Centro». Posteriormente, en diciembre de 2023, la estación retomó su nombre habitual «San Victorino».

## Historia
Esta estación hace parte de la Fase III de TransMilenio que empezó a construirse a finales de 2009 y, después de varias demoras relacionadas con casos de corrupción, fue entregada a mediados de 2012.
El día 12 de octubre de 2012, durante las marchas por la Semana de la Indignación en Colombia, se registraron los ataques contra esta estación del sistema, a punta de piedras y palos, en donde hubo 8 heridos, 71 detenidos y una pérdida de $60 millones de pesos.
El 23 de marzo de 2013 se puso en funcionamiento oficialmente la estación San Victorino.
Durante el Paro nacional de 2019, la estación sufrió diversos ataques que afectaron de forma considerable las puertas de vidrio y demás infraestructura de la estación, razón por la cual no estuvo operativa por algunos días luego de lo ocurrido.
Durante el Paro nacional de 2021, la estación sufrió diversos ataques que afectaron de forma considerable las puertas de vidrio y demás infraestructura de la estación, razón por la cual se encontró inoperativa.

## Servicios de la estación

### Servicios troncales
| Tipo                                | Rutas al Norte | Rutas al Sur | Rutas al Occidente |
| ----------------------------------- | -------------- | ------------ | ------------------ |
| Ruta fácil                          | 2              | 2            |                    |
| Expresos todos los días todo el día | M47 M83        | G47 H83      |                    |
| Expresos lunes a sábado todo el día |                | L10          | K10                |

### Servicios duales
| Tipo                            | Rutas al Norte | Rutas al Sur |
| ------------------------------- | -------------- | ------------ |
| Dual todos los días todo el día | D81            | L81          |

### Esquema
| ← Norte  |         |         |         |          |
| Calle 13 | M47M83  | 2K10    | D81     | Calle 11 |
|          | Vagón 3 | Vagón 2 | Vagón 1 |          |
| Calle 13 | H83L10  | 2L81    | G47     | Calle 11 |
| Sur →    |         |         |         |          |

### Servicios urbanos
Así mismo funcionan las siguientes rutas urbanas del SITP en los costados externos a la estación, circulando por los carriles de tráfico mixto sobre la Carrera Décima, con posibilidad de trasbordo usando la tarjeta TuLlave:
| Código | Sector                   | Dirección     | Rutas                                                                                                 |
| ------ | ------------------------ | ------------- | --- |
| 786A00 | A Estación San Victorino | AK 10 - CL 12 | A302A506A522A537A600A601A618A619A620A702A706A725A805A809A814A815B907B919C131K304 C29 T12 T13 T25 T43A |
| 789A00 | A Estación San Victorino | AK 10 - CL 12 | G506G522G537H131H600H601H618H619H620H702H706H725H907K302L304L805L809L814L815L919 C29 T12 T13 T25 T43A |

## Ubicación geográfica
| Noroeste: Santa Fe         | Norte: L Las Nieves | Nordeste: La Candelaria |
| Oeste: A F Avenida Jiménez |                     | Este: La Candelaria     |
| Suroeste: A Tercer Milenio | Sur: L Bicentenario | Sureste: La Candelaria  |